# Lobodontini
Lobodontini, conocidas como focas antárticas o focas lobodontinas, son una tribu de focas que consta de 4 géneros, la foca cangrejera (Lobodon carcinophagus), la foca leopardo (Hydrurga leptonyx), la foca de Weddell (Leptonychotes weddellii) y la foca de Ross (Ommatophoca rossii). Todas las focas lobodontinas tienen distribuciones circumpolares que rodean la Antártida. Mientras que la foca de Weddell prefiere el hielo fijo de la costa, las otras especies viven principalmente en y alrededor del hielo a la deriva. Por lo tanto, aunque colectivamente son el grupo de focas más abundante en el mundo, la combinación de un área de distribución remota y un hábitat inaccesible las convierte en el grupo de focas menos estudiadas del mundo.

## Adaptaciones

Esquema de los dientes del cráneo de una foca cangrejera, que ilustra los lóbulos y cúspides únicos que perminten que filtre el krill

Se cree que los Lobondontini se separaron de los elefantes marinos (Mirounga) durante el Mioceno tardío en el Océano Antártico. Las focas leopardo y las cangrejeras poseen lóbulos y cúspides en los dientes que les son útiles para filtrar presas más pequeñas fuera del agua (el nombre "Lobodontini", que significa "dientes lobulados"). No obstante, se han diversificado en predadores especializadas en diferentes nichos ecológicos, lo que ilustra la especiación simpátrica radiante asociada con la colonización de un entorno novedoso con múltiples nichos disponibles. Por lo tanto, la foca cangrejera, con las características dentales similares a un tamiz más especializadas, es la única foca que se alimenta predominantemente de krill antártico, mientras que la foca leopardo es la única foca que se alimenta activamente de otras focas y pingüinos, al mismo tiempo que conserva la capacidad de filtrar y alimentarse de krill.

## Abundancia
Las focas lobodontinas en conjunto se encuentran entre los grupos de mamíferos marinos más exitosos, y en conjunto representan al menos el 50% de todas las focas en la Tierra y alrededor del 80% de la biomasa global de pinnípedos. La abundancia extremadamente alta de focas cangrejeras en particular, con posiblemente más de 30.000.000 de individuos, es un testimonio de la alta productividad del Océano Austral, especialmente con respecto al krill. El gran número de focas también puede ser el resultado indirecto del exterminio a gran escala de grandes ballenas barbadas en la Antártida debido a la caza comercial de ballenas en los siglos XIX y XX, y el posterior aumento de las densidades de krill.  Evidencias genéticas sugieren que las poblaciones de focas cangrejeras y de Weddell pueden haber aumentado de tamaño durante el Pleistoceno. Actualmente parece que no hay descenso en su número.

## Géneros
| Imagen | Género                            | Especie                                     |
| ------ | --------------------------------- | ------------------------------------------- |
|        | Lobodon Hombron & Jacquinot, 1842 | - Foca cangrejera (Lobodon carcinophagus)   |
|        | Hydrurga Gistel, 1848             | - Foca leopardo (Hydrurga leptonyx)         |
|        | Ommatophoca Gray, 1844            | - Foca de Ross (Ommatophoca rossii)         |
|        | Leptonychotes Gill, 1872          | - Foca de Weddell (Leptonychotes weddellii) |